# Буенавентура (затока)
Буенавентура (ісп. Bahía de Buenaventura) — затока в східній частині Тихого океану, знаходиться біля берегів Колумбії. Вдається в сушу на 21 км, максимальна ширина затоки дорівнює 11 км. Площа затоки становить 681,9 км², середня глибина 25-30 метрів. На березі затоки розташоване портове місто Буенавентура, найбільший тихоокеанський порт Колумбії .
Європейці вперше відвідали затоку в 1520 році, швидше за все це були іспанці Дієго де Альмагро та  Франсіско Пісарро.